# Подвійний агент (фільм, 2011)
«Подвійний агент» (англ. The Double) — шпигунський трилер/детектив 2011 року від режисера Майкла Брандта. Головні ролі зіграли Річард Гір, Тофер Грейс, Стівен Моєр, Мартін Шин та Одетт Еннейбл. Стрічка розповідає про колишнього аналітика ЦРУ та молодого агента ФБР, які намагаються вийти на слід безжального кілера із Радянського Союза. В прокаті фільм провалився, зібравши лише близько 5 мільйонів доларів при бюджеті в 13,5 мільйонів.

## Сюжет
«Під носом» у ФБР невідомий вбиває американського сенатора Денніса Дардена. Той за інформацією бюро співпрацював з представниками Радянського Союзу, тому за ним велося цілодобове спостереження. Тим не менш кілер знайшов можливість ліквідувати сенатора так, щоб момент злочину не потрапив на відео. Однак почерк вбивці красномовніший за будь-які докази. Саме тому на місце злочину прибуває очільник ЦРУ Том Гайленд. Він впевнений в тому, що це справа рук так званого Кассія — шпигуна з СССР, який вже багато років не давав про себе знати. Тому Гайленд запрошує на нараду свого колишнього оперативника — Пола Шефердсона, який всю карьеру намагався піймати примарного кілера. Втім, Пол відразу відхиляє гіпотезу, що за вбивством стоїть Кассій. Він каже, що це робота імітатора, так як радянський шпигун вже давно загинув, хоча доказів цього у нього немає. Іншої думки молодий агент ФБР Бен Гірі, який вивчав всі нерозкриті справи Кассія. Бен запевняє, що справа не тільки в знарядді вбивства, а й у тому, як саме вбивця наніс свій удар. Тільки Кассій робив подібне.
Пізніше на нараді Гайленд озвучує Шефердсону, що його люди піймали іншого небезпечного кілера на призвісько Брут. Сам Пол вважав того загиблим. Однак ця обставина тепер змушує Шефердсона погодитись працювати у парі з Беном, щоб вийти на слід Кассія. Вони їдуть у в'язницю, щоб Гірі мав змогу поговорити з Брутом про його наставника, ким був Кассій.
Проте насправді Пол використовує цей візит у власних цілях. Він і є Кассій, і його непокоїть одна давня справа.
Доволі скоро підозри стосовно Шефердсона з'являються і у Гірі, але він не бажає вірити у той факт, що весь цей час Кассій майстерно дурив ЦРУ та ФБР…

## У ролях
- Річард Гір — Пол Шефердсон / Кассій;
- Тофер Грейс — агент ФБР Бен Гірі;
- Мартін Шин — директор ЦРУ Том Гайленд;
- Тамер Хассан — Бозловський;
- Стівен Моєр — Брут;
- Кріс Маркетт — колега Бена Олівер;
- Одетт Еннейбл — дружина Бена Наталі;
- Стана Катич — Ембер.

## Відгуки
Загалом фільм отримав негативні відгуки. Так Rotten Tomatoes дав оцінку 22 % на основі 50 відгуків. Основна маса критики стосується персонажів, які виглядають блякло, а сам сюжет нагадує безглузду історію, яка не заслуговує уваги глядачів. В свою чергу Metacritic оцінив фільм на 37 % на основі 20 відгуків. Оцінка глядачів на цьому сайті склала 5,4.